# Tutmozis IV.
Tutmozis IV (nekad spominjan kao Thutmosis ili Tuthmosis IV što znači Thoth je rođen) bio je osmi faraon 18. dinastije Drevnog Egipta. Njegovo kraljevsko ime bilo je Menkheperure.  

## Život
Tutmozis IV je rođen u braku Amenhotepa II. i Tiaae ali nije bio prijestonasljednik Amenhotepa II. Neki smatraju kako je svrgnuo i možda ubio starijeg brata, a kasnije naručio izradu Stele snova kako bi opravdao svoj uspon na prijestolje. 
Tutmozisovo najslavnije dostignuće je obnova Sfinge u Gizi i izgradnja Stele snova. Prema Tutmozisovim riječima na Steli snova, kao mladi princ je prilikom lova zastao da se odmori ispod glave Sfinge, tada do grla zakopane u pijesku. Ubrzo je zaspao i sanjao kako mu Sfinga govori da će, ako ukloni pijesak i obnovi je, postati novi faraon. Nakon obnove Sfinge, postavio je izrezbarenu stelu, danas poznatu kao Stela snova, između dvije Sfingine šape. Mnogi taj čin smatraju primjerom kraljevske propagande.
Malo se zna o njegovoj kratkoj desetogodišnjoj vladavini. Suzbio je ustanak u Nubiji u 8. godini vladavine 1393. pr. Kr. a na jednoj steli se spominje kao Osvajač Sirije, ali se malo što može zaključiti o njegovim vojnim pohodima. 
Vladavina Tutmozisa IV je ipak donekle značajna, jer je bio prvi vladar Novog kraljevstva koji je uspostavio mirne donose s kraljevstvom Mitanni i oženio mitannijsku princezu kako bi potvrdio taj savez. Uloga Tutmozisa u tim događajima je dokumentirana u Pismima iz Amarne koju je decenijama kasnije napisao Tušratta, kralj Mitanija iz doba vladavine Eknatona, unuka Tutmozisa IV. 
Kao i svi Thutmozidi, i on je gradio monumentalne građevine.

## Grob
Tutmozis bio je sahranjen u Dolini kraljeva, u grobu KV43, ali je njegovo tijelo sklonjeno u skladište mumija u KV35, gdje ga je otkrio Victor Loret 1898. Pretraga njegovog tijela pokazuje da je u vrijeme smrti bio jako bolestan. Naslijedio ga je sin Amenofis III.